# NGC 1237
NGC 1237 is een dubbelster in het sterrenbeeld Eridanus. Het hemelobject werd in 1886 ontdekt door de Amerikaanse astronoom Frank Muller.